# 林以顺
林以顺（？—？），字子睦，江浙莆田（今福建）人，同進士出身。

## 生平
北宋左光祿大夫林積仁之後。至治元年（1321年）中辛酉科左榜进士，擔任庆元尹，为政宽简。改為浦江县尹，再改台州路推官，皆有政績。終官福州路同知。与盧琦、陳旅、林泉生等人並稱“元末閩中文學四大名士”。著有《安雅堂集》十四卷。